# Asier Cuevas
Asier Cuevas Ettcheto, atleta español (Éibar, 16 de enero de 1973) especializado en pruebas de ultrafondo.
En 2012 queda 4º en el Mundial de 100 km disputado en Seregno (Italia)

## Premios
- Subcampeón del Mundo de 100 km disputado en Winschoten (Holanda) Tiempo: 6h 35min 49 s (2015)
- Campeón de Europa de 100 km disputado en Belves (Francia) Tiempo: 6h 53min (2013)[2][3]
- Subcampeón de Europa de 100 km disputado en Winschoten (Holanda) Tiempo: 6h 35min 49 s (2015)
- Campeón de España de maratón disputado en Valencia Tiempo: 2 h 15 min 00 s[4][5] (2008)
- Campeón de España de 100 km disputado en Santa Cruz de Bezana Tiempo: 6h 38min 56s (2011)[6][7]
- Subcampeón de España de maratón disputado en Sevilla Tiempo: 2 h 14 min 23 s[8] (2009)
- Subcampeón de España de maratón disputado en Sevilla Tiempo: 2 h 18 min 26 s[9] (2011)
- Campeón de España de maratón por equipos disputado en Sevilla con el Goierri Garaia[10] (2009)
- Campeón de España de maratón por equipos disputado en Sevilla con el Goierri Garaia (2011)
- Subcampeón de España de maratón por equipos disputado en Madrid con el Goierri Garaia (2010)
- Campeón de Europa de 100 km por naciones disputado en Belves (Francia)[11] con la selección española (2013)

## Mejores marcas
- 20 km en Ruta	1:04:00	San Sebastián (ESP)	11.11.2012
- Medio Maratón	1:05:14	Azpeitia (ESP)	28.03.2004
- Maratón	2:14:23 Sevilla (ESP)	22.02.2009
- 50 kilómetros	2:57:37	Seregno / Italia 	10.04.2016
- 100 kilómetros	6:35:49	100 kilómetros Winschoten / Holanda 	12.09.2015